# Astragalus mohavensis
Astragalus mohavensis är en ärtväxtart som beskrevs av Sereno Watson. Astragalus mohavensis ingår i släktet vedlar, och familjen ärtväxter.

## Underarter
Arten delas in i följande underarter:
- A. m. hemigyrus
- A. m. mohavensis